# Bathycongrus bleekeri
Bathycongrus bleekeri är en fiskart som beskrevs av Fowler, 1934. Bathycongrus bleekeri ingår i släktet Bathycongrus och familjen havsålar. Inga underarter finns listade.